# NGC 440
NGC 440 (również PGC 4361) – galaktyka spiralna (Sbc), znajdująca się w gwiazdozbiorze Tukana. Odkrył ją John Herschel 27 września 1834 roku.